# Horní Rožínka
Horní Rožínka – miejscowość i gmina (obec) w Czechach, w kraju Wysoczyna, w powiecie Zdziar nad Sazawą. W 2022 roku liczyła 80 mieszkańców.